# Rhinobatos
Rhinobatos is een geslacht van kraakbeenvissen uit de familie van de vioolroggen (Rhinobatidae).

## Soorten[1]
- Rhinobatos albomaculatus Norman, 1930 – Witgestippelde vioolrog
- Rhinobatos annandalei Norman, 1926
- Rhinobatos austini Ebert & Gon, 2017
- Rhinobatos borneensis Last, Séret & Naylor, 2016
- Rhinobatos formosensis Norman, 1926
- Rhinobatos holcorhynchus Norman, 1922
- Rhinobatos hynnicephalus Richardson, 1846
- Rhinobatos irvinei Norman, 1931
- Rhinobatos jimbaranensis Last, White & Fahmi, 2006
- Rhinobatos lionotus Norman, 1926
- Rhinobatos manai White, Last & Naylor, 2016
- Rhinobatos nudidorsalis Last, Compagno & Nakaya, 2004
- Rhinobatos penggali Last, White & Fahmi, 2006
- Rhinobatos punctifer Compagno & Randall, 1987
- Rhinobatos ranongensis Last, Séret & Naylor, 2019
- Rhinobatos rhinobatos Linnaeus, 1758 – Gewone vioolrog
- Rhinobatos sainsburyi Last, 2004
- Rhinobatos schlegelii Müller & Henle, 1841
- Rhinobatos thouiniana Shaw, 1804
- Rhinobatos whitei Last, Corrigan & Naylor, 2014